# 南梁古城遗址
南梁古城遗址，位于山西省临汾市翼城县南梁镇故城村，是中华人民共和国文物保护单位之一。
2004年6月10日，授予山西省文物保护单位，是一座古遗址。2019年10月7日入选第八批全国重点文物保护单位。